# داينز بارينغتون
كان داينز بارينغتون، الحاصل على زمالة الجمعية الملكية، زميل الجمعية الملكية (1727/1728 - 14 مارس 1800)، محاميًا إنجليزيًا، وعالم آثار، وعالم طبيعة. كان أحد المراسلين الذين كتب إليهم غيلبرت وايت بإسهاب في مواضيع التاريخ الطبيعي. شغل بارينغتون منصب نائب رئيس الجمعية الملكية، وكتب في مجموعة من المواضيع المتعلقة بالعلوم الطبيعية، بما في ذلك التصورات المبكرة والتجارب العلمية حول تعلم الطيور الصغيرة لتغريدها. صمم نموذجًا موحدًا لجمع المعلومات حول الطقس، وإزهار النباتات، وتغريد الطيور، وغيرها من التغيرات السنوية، وهو نموذج استخدمه أيضًا غيلبرت وايت. كما كتب عن العباقرة الأطفال، بمن فيهم موزارت، الذي زار إنجلترا في سن التاسعة.